# 冯直
冯直（1918年8月—2007年8月8日），男，原名冯书春，直隶（今河北）保定人，中华人民共和国政治人物，曾任第六机械工业部副部长，中国船舶工业总公司总经理。

## 生平
1935年开始在保定地区参加革命活动。1936年加入中国共产党，接受组织派遣，赴京、津、唐等地组织学生参加抗日救国活动。第二次国共内战时期主要从事兵工生产工作。1949年10月中华人民共和国成立后，历任西北行政委员会财政经济委员会副主任，中共西安市委书记处书记，中共陕西省委基建部部长，中共中央西北局经济计划委员会副主任，甘肃省人民委员会副省长等职。1967年3月22日，与龙炳初、张介民、李培福、王国瑞等组成甘肃省“抓革命、促生产”第一线指挥部，负责组织全省生产和日常工作。此后历任甘肃省革命委员会副主任，第六机械工业部副部长，上海船舶工业公司董事长，中国船舶工业总公司总经理（董事长为柴树藩）。2007年8月8日在北京逝世。